# Deacy Amp
Deacy Amp – wzmacniacz stworzony przez basistę Queen Johna Deacona i używany przez gitarzystę grupy, Briana Maya.
Deacon, z wykształcenia elektronik, stworzył go na początku lat 70. używając części wzmacniacza znalezionego w ulicznym kontenerze na śmieci. Jego częścią był także skonstruowany przez Maya przełącznik wzmacniacza wysokich tonów i głośnik pochodzący ze wzmacniacza hi-fi, a całość zasilana była dziewięciowoltową baterią.
W czasie używania Deacy Amp przez Queen, nigdy się on nie zepsuł i nie był otwierany do 1998 roku, kiedy to stworzono trzy repliki urządzenia.
Korzystając z Deacy Amp, Brian May używał zrobionej przez swojego ojca i siebie gitary Red Special oraz treble boostera, który wzmacnia sygnał gitary i redukuje niższe częstotliwości. W połączeniu z nim, wzmacniacz dawał delikatny przester.
Na wzór Deacy Amp, Brian May wraz z firmą VOX stworzył model VOX VBM-1, który tworzy podobne brzmienie. Była to edycja limitowana, która nie jest już oficjalnie dostępna.